# Синерь (Чувашия)
Сине́рь (чув. Синер) — деревня в Аликовском муниципальном округе Чувашской Республики. Входила в состав Аликовского сельского поселения до его упразднения в 2022 году.
Селение в основном газифицировано. Деревня Синерь расположена между речками Абасирма и Хелкасси.

### География
Синерь примыкает к административному центру Аликовского района селу Аликово. Рядом проходит автомобильные дороги республиканского значения Чебоксары — Аликово — Красные Четаи, Чебоксары — Аликово — Ядрин, Канаш — Вурнары — Калинино — Аликово.

### Климат
Климат умеренно континентальный с продолжительной холодной зимой и тёплым летом. Средняя температура января −12,9 °C, июля 18,3 °C, абсолютный минимум достигал −44 °C, абсолютный максимум 37 °C. За год в среднем выпадает до 552 мм осадков.
К 1781 году в деревне было 6 дворов, в 1859 — 30 дворов, 77 мужчин и 79 женщин, в 1897—107 мужчин и 88 женщин, 1907 году проживали 224 человека, 1926 — 51 дворов, 248 человек.

## История
До 1927 года Синерь входила в Аликовскую волость Ядринского уезда. С 1 ноября 1927 года деревня в составе Аликовского района, а 20 декабря 1962 года включена в Вурнарский район. С 14 марта 1965 года — снова в Аликовском районе.

### Название
Раньше деревня называлась Маша ушкань или Ветренкасси.

## Население
| 2010 | 2012 |
| ---- | ---- |
| 130  | ↗153 |

## Люди, связанные с Синер
- Золотов А. И. — чувашский прозаик, литературный критик, переводчик.
- Золотов, Виталий Арсентьевич — чувашский прозаик, капитан 1-го ранга.
- Ют, Николай Яковлевич — критик, фольклорист, публицист, переводчик.